# تپه چکرعطا
تپه چکرعطا مربوط به عصر آهن است و در شهرستان گنبد کاووس، بخش مرکزی، روستای غراوی لر واقع شده و این اثر در تاریخ ۱۰ خرداد ۱۳۸۲ با شمارهٔ ثبت ۸۸۵۲ به‌عنوان یکی از آثار ملی ایران به ثبت رسیده است.